# Samai Samai
Samai Samai (né le 26 septembre 1980) est un coureur cycliste indonésien.

## Palmarès sur route

### Par années
- 2003
  - 2e, 3e et 6e étapes du Jelajah Malaysia
- 2005
  -  Médaillé d'or du critérium aux Jeux d'Asie du Sud-Est
  - 3e et 5e étapes du Tour de Java oriental
- 2009
  - 4e étape du Tour de Langkawi
  -  Médaillé d'argent sur route aux Jeux d'Asie du Sud-Est

### Classements mondiaux
| Année         | 2005 | 2006 | 2007 | 2008 | 2009 |
| ------------- | ---- | ---- | ---- | ---- | ---- |
| UCI Asia Tour | 91e  | 243e |      |      | 110e |

## Palmarès sur piste
- Le Cap 2007
  -  Champion du monde du kilomètre Élite B